# Bartolo
Reinaldo Alves de Paiva, mais conhecido por Bartolo (Rio de Janeiro, ) é um futebolista de salão brasileiro, que joga como pivô.
Nascido e criado na comunidade da Mangueira, na zona norte do Rio, teve de superar a pobreza e a proximidade com o crime para ter sucesso no futsal. Jogando no Kuwait, no Oriente Médio - artilheiro da última Liga Kuwaitiana com 43 gols - soube driblar os próprios dramas para triunfar no esporte. Era filho do ex-chefe do tráfico da Mangueira Ricardo Coração de Leão, morto em 2002.
No Rio, Bartolo jogou no Vila Olímpica da Mangueira, Iate Jardim Guanabara, Olaria, Botafogo, Flamengo, Vasco, Petrópolis e Macaé. Em Goiás jogou no Rio Verde.
O Highways Department Futsal Club, da Tailândia, foi o nono time no exterior por onde ele já passou. Antes jogou na Espanha (Zaragoza e Castro Urdiales), Portugal (Paços de Ferreira), Rússia (Spartak Moscou), Sibéria (Sibiryak), Azerbaijão (Araz Naxçivan e Neftchi Baku PFC) e Kuwait (Kasma Club).
Bartolo retornou ao Brasil em 2016 disputando a Taça Brasil de Futsal pelo Botafogo/Helênico, conquistando o vice-campeonato e a artilharia da competição.
Quando parar de jogar pretende se dedicar exclusivamente aos projetos sociais da comunidade da Mangueira, em especial à Vila Olímpica, trabalhando como gestor ou treinador.

## Conquistas e honrarias
- 2012 - Vice-campeão kuwaitiano (Kasma Club)

### Títulos
- 2002 - Campeonato metropolitano (Flamengo)
- 2002 - Campeonato carioca (Flamengo)

### Artilharias
- 2012 - Artilheiro da Liga Kuwaitiana de Futsal (Kasma Club)
- 2013 - Artilheiro da Liga Kuwaitiana de Futsal (Kasma Club)